# Banresonans

De tre innersta galileiska månarnas omloppsbanor runt Jupiter har en 4:2:1 resonans

I celesta mekaniken uppstår en banresonans när två kretsande kroppar påverkar varann på ett regelbundet periodiskt sätt, vanligtvis därför att deras omloppstider är relaterade till kvoten mellan två små heltal. I de flesta fall resulterar detta i en labil interaktion, i vilken kropparna växlar rörelsemängd tills resonansen upphör. I några fall kan dock ett resonerande system vara stabilt och självkorrigerande, så att kropparna fortsätter att resonera. Några exempel är 4:2:1-resonansen mellan Jupiters månar Ganymedes, Europa, och Io, och 3:2-resonansen mellan Neptunus och Pluto. Labila resonanser med Saturnus inre månar ger upphov till gap i Saturnus ringar. Specialfallet 1:1-resonans (mellan kroppar med liknande orbitalradier) gör att stora kroppar i solsystemet "rensar ut" regionen runt sina omloppsbanor genom att stöta borta allt annat omkring dem; denna effekt används i den nuvarande definitionen av planet.

## Historik
Ända sedan Newtons upptäckt av gravitationslagen på 1600-talet har planetbanornas stabilitet varit ett aktivt forskningsområde i astronomin. De stabila omloppsbanor som resulterar från tvåkropparsproblemet bortser från inflytandet av andra kroppar. Dessa yttre interaktioner, även om de är små, kan ha långtidseffekter och orsaka förändringar i kropparnas banelement och därmed även solsystemets konfiguration. Eller, trodde man, fanns det andra stabiliserande mekanismer. Laplace var den förste som kunde förklara de Galileiska månarnas märkliga "dans". Fältet har varit aktivt sedan dess, med bl.a. bidrag från Poincaré och kaosteorin.

## Olika resonanstyper
I allmänhet kan en banresonans
- påverka en eller flera av banparametrarna (exempelvis excentriciteten mot halva storaxeln, eller excentriciteten mot inklinationen).
- ha effekt i tidsskalor från omloppstidens storleksordning till tusentals eller miljontals år.
- i det långa loppet leda till stabilisering eller labilisering av omloppsbanorna.

### Medelrörelseresonans
En medelrörelseresonans uppstår när två kroppar har omloppstider som är små heltalsmultipler av varandra. Beroende på detaljer kan detta vara stabiliserande eller labiliserande. Stabilisering uppstår när kropparna rör sig på ett sådant sätt, att de aldrig kommer nära varann. Till exempel:
- Pluto och plutinerna har stabila omloppsbanor, trots att dessa skär mycket större Neptunus omloppsbana. Detta beror på att en 3:2-resonans håller dem alltid på ett stort avstånd från Neptunus. Andra mycket flertaliga kroppar nära Neptunus som inte var i resonans stöttes bort på grund av starka växelverkningar med planeten.
- De trojanska asteroiderna kan betraktas som skyddade av en 1:1-resonans med Jupiter.
- Exoplaneterna Gliese 876b och Gliese 876c befinner sig i en 2:1-resonans.

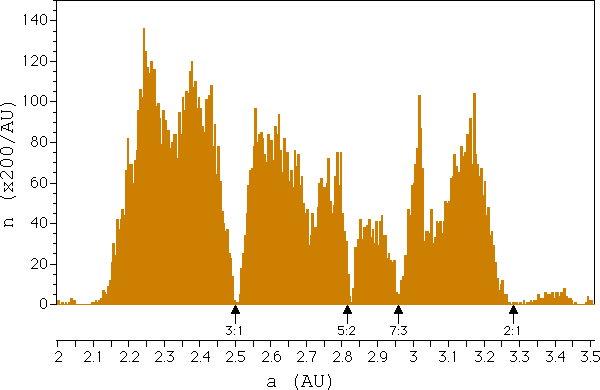
Kirkwoodgapen i asteroidbältet

Banresonanser kan också labilisera en av banorna. Sannolikheten är större för mindre kroppar. Till exempel.
- Saturnus ringar har gap där små ringpartiklar stöts ut på grund av resonanser med Saturnus inre månar.
- Det finns flera nästan helt tomma områden i asteroidbältet, de så kallade Kirkwoodgapen som motsvarar resonanser med Jupiter. Nästan alla asteroider i dessa regioner har stötts ut av regelbundna störningar från jätteplaneten.

### Laplaceresonans
En laplaceresonans förekommer när tre eller fler kroppar har omloppstider som är små heltalsmultipler av varandra. Till exempel befinner sig Jupitermånarna Ganymedes, Europa och Io i en 4:2:1-resonans.

### Sekulär resonans
En sekulär resonans förekommer när precessionen hos två omloppsbanor är synkroniserad (ofta precessionen hos perihelium eller uppstigande noden). En liten kropp i sekulär resonans med en mycket större (till exempel en planet) kommer att ha samma precession. Över långa tidsrymder (miljontals år) ändrar den sekulära resonansen den lilla kroppens excentricitet och inklination. Ett märkbart exempel är v6 resonansen mellan asteroiderna och Saturnus. Asteroider som närmar sig resonansen ser sina excentriciter ökas till de blir marskorsare. När detta hänt blir de oftast utstötta ur asteroidbältet efter en närpassage förbi Mars. Denna resonans är orsaken till den asteroidbältets inre gräns (2 AU) samt dess "sidogränser" (få inklinationer högre än c:a 20°).

### Kozairesonans
En kozairesonans förekommer när inklinationen och excentriciteten hos en störd omloppsbana oscillerar ihop (inklinationen ökar när excentriciteten minskar och vice versa). Denna resonans påverkar bara banor med hög inklination. En av konsekvenserna av denna resonanstyp är bristen av kroppar med hög inklination, eftersom den ökande excentriciteten får kroppen att nära sig pericentrum, vilket i sin tur leder till kollisioner med huvudkroppen eller sönderslitning på grund av tidvattenskrafter.

## Medelrörelseresonanser i solsystemet
Det finns bara några få medelrörelseresonanser som innefattar planeter eller större månar (ett mycket större antal innefattar asteroider, ringar och småmånar).
- 2:3 Neptunus–Pluto
- 4:2 Mimas–Tethys (Saturnusmånar)
- 2:1 Enceladus–Dione (Saturnusmånar)
- 4:3 Titan–Hyperion (Saturnusmånar)
- 1:2:4 Io–Europa–Ganymedes (Jupitermånar) – den enda laplaceresonansen